# L'Équipe
L'Équipe (em português: “O Time” ou “A Equipe” ou "A Equipa" em português de Portugal) é um jornal francês dedicado ao esporte, de propriedade da Éditions Philippe Amaury. O jornal é particularmente notável por sua cobertura sobre futebol, rúgbi, automobilismo e ciclismo.
Seu antecessor foi o L'Auto, um jornal de esportes em geral. O nome reflete o interesse da época sobre as corridas.

## Campeão dos Campeões
Campeão dos Campeões (em inglês: Champion of Champions) é um prêmio realizado pelo jornal francês L'Equipe. A votação que decide o vencedor é feita entre os jornalistas do próprio periódico.

### Vencedores
| 1980 | Eric Heiden                | Patinação    |                    |            |
| 1981 | Sebastian Coe              | Atletismo    |                    |            |
| 1982 | Paolo Rossi                | Futebol      |                    |            |
| 1983 | Carl Lewis                 | Atletismo    |                    |            |
| 1984 | Carl Lewis                 | Atletismo    |                    |            |
| 1985 | Serguei Bubka              | Atletismo    |                    |            |
| 1986 | Diego Maradona             | Futebol      |                    |            |
| 1987 | Ben Johnson1               | Atletismo    |                    |            |
| 1988 | Florence Griffith-Joyner   | Atletismo    |                    |            |
| 1989 | Greg LeMond                | Ciclismo     |                    |            |
| 1990 | Ayrton Senna               | Formula 1    |                    |            |
| 1991 | Carl Lewis                 | Atletismo    |                    |            |
| 1992 | Michael Jordan             | Basquetebol  |                    |            |
| 1993 | Noureddine Morceli         | Atletismo    |                    |            |
| 1994 | Romário                    | Futebol      |                    |            |
| 1995 | Jonathan Edwards           | Atletismo    |                    |            |
| 1996 | Michael Johnson            | Atletismo    |                    |            |
| 1997 | Sergey Bubka               | Atletismo    |                    |            |
| 1998 | Zinedine Zidane            | Futebol      |                    |            |
| 1999 | Andre Agassi               | Ténis        |                    |            |
| 2000 | Tiger Woods                | Golfe        |                    |            |
| 2001 | Michael Schumacher         | Formula 1    |                    |            |
| 2002 | Michael Schumacher         | Formula 1    |                    |            |
| 2003 | Michael Schumacher         | Formula 1    |                    |            |
| 2004 | Hicham El Guerrouj         | Atletismo    |                    |            |
| 2005 | Roger Federer              | Ténis        |                    |            |
| 2006 | Roger Federer              | Ténis        |                    |            |
| 2007 | Roger Federer              | Ténis        |                    |            |
| 2008 | Usain Bolt                 | Atletismo    |                    |            |
| 2009 | Usain Bolt                 | Atletismo    |                    |            |
| 2010 | Rafael Nadal               | Ténis        |                    |            |
| 2011 | Lionel Messi               | Futebol      |                    |            |
| Ano  | Vencedor Masculino         | Modalidade   | Vencedora Feminina | Modalidade |
| 2012 | Usain Bolt                 | Atletismo    | Serena Williams    | Ténis      |
| 2013 | Rafael Nadal               | Ténis        | Serena Williams    | Ténis      |
| 2014 | Renaud Lavillenie          | Atletismo    | Katie Ledecky      | Natação    |
| 2015 | Usain Bolt                 | Atletismo    | Serena Williams    | Ténis      |
| 2016 | Usain Bolt                 | Atletismo    | Simone Biles       | Ginástica  |
| 2017 | Rafael Nadal Roger Federer | Ténis        | Katie Ledecky      | Natação    |
| 2018 | Marcel Hirscher            | Esqui alpino | Simone Biles       | Ginástica  |
| 2019 | Rafael Nadal               | Ténis        | Simone Biles       | Ginástica  |
| 2020 | Lewis Hamilton             | Fórmula 1    | Marte Olsbu        | Biatlo     |

↑1 Prêmio revogado após escândalo de doping.

## Diretores
- 1946 - 1984: Jacques Goddet
- 1984 - 1993: Jean-Pierre Courcol
- 1993 - 2002: Paul Roussel
- 2003 - 2008: Christophe Chenut
- 2008 - 2014: François Morinière
- 2014 - 2015: Philippe Carli
- 2015 - Presente: Cyril Linette

## Editores
- 1946-1954: Marcel Oger
- 1954-1970: Gaston Meyer
- 1970-1980: Edouard Seidler
- 1980-1987: Robert Parienté
- 1987-1989: Henri Garcia
- 1989-1990: Noel Couëdel
- 1990-1992: Gérard Ernault
- 1993-2003: Jérôme Bureau
- 2003-2008 : Claude Droussent (editor ) e Michel Dalloni (diretor do jornal cotidiano)
- 2008-2009 : Remy Dessarts (editor) et Fabrice Jouhaud (diretor  da redação  do jornal cotidiano)
- 2009– : Fabrice Jouhaud